# ショージャホン・エルガシェフ
ショージャホン・エルガシェフ（英語: Shohjahon Ergashev、ウズベク語: Shohjaxon Abdusamiyevich Ergashev、ロシア語: Шахджахан Абдусамиевич Эргашев、1991年12月12日 - ）は、ウズベキスタンのプロボクサー。フェルガナ州フェルガナ出身。

## 来歴

### プロ時代
2015年12月23日、モスクワでプロデビュー戦を行い、1回1分38秒TKO勝ち。
2018年4月28日、ニューヨークのバークレイズ・センターにてダニエル・ジェイコブス対マチェック・スレッキの前座で王志敏とWBAインターナショナルスーパーライト級王座決定戦を行い、10回3-0の判定勝ちを収め王座獲得に成功した。
2023年8月15日、IBF本部で行われたIBF世界スーパーライト級王者スブリエル・マティアスとエルガシェフの陣営による入札が行われ、エルガシェフを擁するサリタ・プロモーションズが225,000ドルを提示したがマティアスを擁するTGBプロモーションズが破格の510,000ドルを提示した為TGBプロモーションズの落札を許し、報酬はマティアスが70%に当たる357,000ドル、エルガシェフが30%に当たる153,000ドルとなった。
2023年11月25日、ネバダ州ラスベガスのミケロブ・ウルトラ・アリーナにてデビッド・ベナビデス対デメトリアス・アンドラーデの前座でIBF世界スーパーフェザー級王者スブリエル・マティアスに挑戦し、5回終了時に棄権によるTKO負けを喫し王座獲得に失敗した。

## 戦績
- プロボクシング：25戦 24勝 (21KO) 1敗

## 獲得タイトル
- WBAインターナショナルスーパーライト級王座